# Réveil-Sportif
El Réveil-Sportif es un equipo de fútbol de Martinica que milita en la Promotion d'Honneur Régionale, la segunda liga de fútbol más importante de la isla.

## Historia
Fue fundado en el año 1938 en la localidad de Gros-Morne con el nombre Gros-Morne Club y nuunca ha ganado título alguno en su historia.
A nivel internacional ha participado en 1 torneo continental, en la Copa de Campeones de la Concacaf del año 1989, donde fue eliminado en la Segunda ronda por el RC Rivière Pilote, también de Martinica.
Descendió de la Liga de Fútbol de Martinica en la Temporada 2009/10 al ubicarse en la 12.ª posición entre 14 equipos (descienden los últimos 3 equipos de la Tabla general).

## Participación en competiciones de la Concacaf
- Copa de Campeones de la Concacaf: 1 aparición

1989: segunda ronda